# Antonio Dal Masetto
Antonio Dal Masetto (Intra, Verbania, 14 de febrero de 1938-Buenos Aires, 2 de noviembre de 2015) fue un escritor y periodista italiano nacionalizado argentino.

## Biografía
En 1948, cuando Dal Masetto tenía 10 años, su padre migró solo a Argentina y se radicó en población de Salto (noroeste de la provincia de Buenos Aires) para trabajar en la carnicería de un hermano.
Dos años después viajó el resto de la familia. En Salto, Dal Masetto aprendió el castellano leyendo libros en la biblioteca del pueblo. Durante su juventud trabajó como albañil, heladero, empleado público, vendedor ambulante, pintor, así como en la carnicería de su padre.
A los 18 años escapó de su hogar y se instaló en la ciudad de Buenos Aires. Su primer libro de cuentos, Lacre mereció en 1964 una mención en el premio Casa de las Américas, en La Habana (Cuba). Ese mismo año se casó con María Di Silvio. En 1965 se mudaron a Bariloche, donde Dal Masetto se ganó la vida pintando paredes. El 30 de junio de 1965 nació su primer hijo, Marcos Dal Masetto.
Dal Masetto se separó de su primera esposa y en 1969 regresó a Buenos Aires. Ese año (1969), la editorial Carlos Pérez Editor publicó su primera novela, Siete de oro. Se casó en segundas nupcias con Graciela Marmone, y el 19 de junio de 1976 nació su segunda hija, Daniela Dal Masetto.
La inmigración era uno de sus temas principales en sus novelas, como Oscuramente fuerte es la vida o La tierra incomparable (premio Biblioteca del Sur 1994). Desde finales de los años ochenta fue colaborador del diario Página/12 (de Buenos Aires). Dos de sus novelas han sido llevadas al cine: Hay unos tipos abajo en 1985 por los directores argentinos Emilio Alfaro y Rafael Filipelli (Dal Masetto coescribió el guion) y en 1992 Siempre es difícil volver a casa por el también argentino Jorge Polaco. Falleció en Buenos Aires el 2 de noviembre de 2015, a los 77 años de edad.

## Obras
Novela
- Siete de oro, 1963; edición definitiva, 1991
- El ojo de la perdiz, 1980
- Fuego a discreción, 1983; edición definitiva, 1991
- Siempre es difícil volver a casa, 1985
- Oscuramente fuerte es la vida, 1990[5]
- Amores, 1991, con ilustraciones de Luis Pollini
- La tierra incomparable, 1994
- Demasiado cerca desaparece, 1997
- Hay unos tipos abajo, 1998[2]
- Bosque, 2001
- Tres genias en la magnolia, 2004
- Sacrificios en días santos, 2008
- La culpa, 2010
- Cita en el lago Maggiore, 2011
- Imitación de la fábula, 2014
- Crónica de un caminante, 2015
- La última pelea, 2017

Cuento
- Lacre, 1964,
- Ni perros ni gatos, 1987
- Reventando corbatas, 1988
- Gente del bajo, 1995
- El padre y otras historias, 2002
- Señores más señoras, 2006

No ficción
- Crónicas argentinas, 2003

Otros
- Las novelas de Ágata:  Oscuramente fuerte es la vida; La tierra incomparable, 2010

Textos en volúmenes colectivos
- Cuentos en familia, 2005
- Cuentos de aprendizaje, 2007
- Y el fútbol contó un cuento, 2007 (Alejandro Apo, ed.)
- La Biblia: según veinticino escritores argentinos, 2009

## Premios
- Mención Premio Casa de las Américas 1964 por Lacre
- Segundo Premio Municipal (Buenos Aires) 1983 por Fuego a discreción
- Segundo Premio Municipal (Buenos Aires) 1987 por Ni perros ni gatos
- Primer Premio Municipal (Buenos Aires) 1990 por Oscuramente fuerte es la vida
- Premio Planeta Biblioteca del Sur 1994 por La tierra incomparable[2]
- Premio Konex de Platino 2014 en la disciplina "Novela: Período 2011-2013"